# Божидар Стоиљковић (лекар)
Божидар Стоиљковић (Дадинце, 3. новембар 1931 — 1991) био је лекар који је оставио трагове у развоју службе. Медицински факултет је завршио у Београду 1962. године; радио је у Граделици као лекар опште праксе, а специјалистички испит из радиологије положио 1. марта 1972. године у Београду. Био је начелник одељења опште радиодијагностике у Радиолошкој служби и активан члан Подружнице СЛД у Лесковцу од 1966. године. Аутор је научних радова и учесник многобројних научних скупова и конференција.